# Yugok-myeon
Yugok-myeon (koreanska: 유곡면)  är en socken i kommunen Uiryeong-gun i provinsen Södra Gyeongsang, i den centrala delen av Sydkorea, 270 km söder om huvudstaden Seoul.